# Фажана
Фажана (хорв. Fažana, итал. Fasana) — город и община на северо-западе Хорватии, входящие в состав Истрийской жупании, расположенной на полуострове Истрия. Помимо самой Фажаны в состав одноимённой общины также входит город Вальбандон.
Фажана расположена в 5 километрах от ближайшего крупного города Водняна и в 8 километрах от крупнейшего населённого пункта на полуострове, которым является город Пула. С одной стороны город окружён виноградниками и оливковыми плантациями, с другой Фажанским водным каналом, отделяющим город и полуостров от национального парка «Бриони», расположившемся на архипелаге из 14 островов.

## История
Одно из первых упоминаний населённого пункта в этой местности относится к первому кварталу I века и связано с находящейся в нём гончарной мастерской по изготовлению керамических амфор, которая принадлежала римскому консулу Гаю Леканию Бассу. Произведённые здесь амфоры использовались для транспортировки и хранения оливкового масла, высоким качеством которого в те времена славилась Истрия.
Следующее упоминание относится к документам 1197 года, в которых город фигурирует под названием Васана (хорв. Wasanа) и характеризуется как место пребывания графа Энгельберта III из Горицкой династии. Вновь город был упомянут только через двести лет, в контексте произошедшей у его берегов битвы между кораблями Венецианской и Генуэзской республики в 1397 году. В ходе Ускокской войны 1615—1618 годов Фажана взяла на себя роль стратегически важного порта для военных кораблей Венецианской республики, с палуб которых, именно через Фажану, на Истрийский полуостров высаживались венецианские войска. В конце XVII века Фажану накрыла эпидемия чумы, из-за чего её население, вследствие болезней и миграции, существенно сократилось, что повлекло за собой закрытие многих предприятий в городе, сделав Фажану маленьким рыбацким посёлком. Путешествовавший в то время по Европе российский стольник Пётр Андреевич Толстой описал город такими словами: «Город Фажана стоит на берегу моря, строение в нём всё каменное, селитьбою невелик». Достаточно большой приток населения в Фажану произошёл в середине XVIII века, в тот момент в город перебралось много беженцев от османских набегов. Вслед за превращением Брионского архипелага в курорт, в XX веке власти Фажаны также взяли курс на превращение маленького рыбацкого посёлка в один из туристических центров региона.

## Население
Население общины на 2021 год составляет почти три с половиной тысячи человек, 1788 в самой Фажане и 1655 в Вальбандоне. Жители Фажаны являются носителями древнего истророманского языка, на котором в западной Истрии, помимо фажанцев говорят лишь жители пяти населённых пунктов.